# Növényélettan

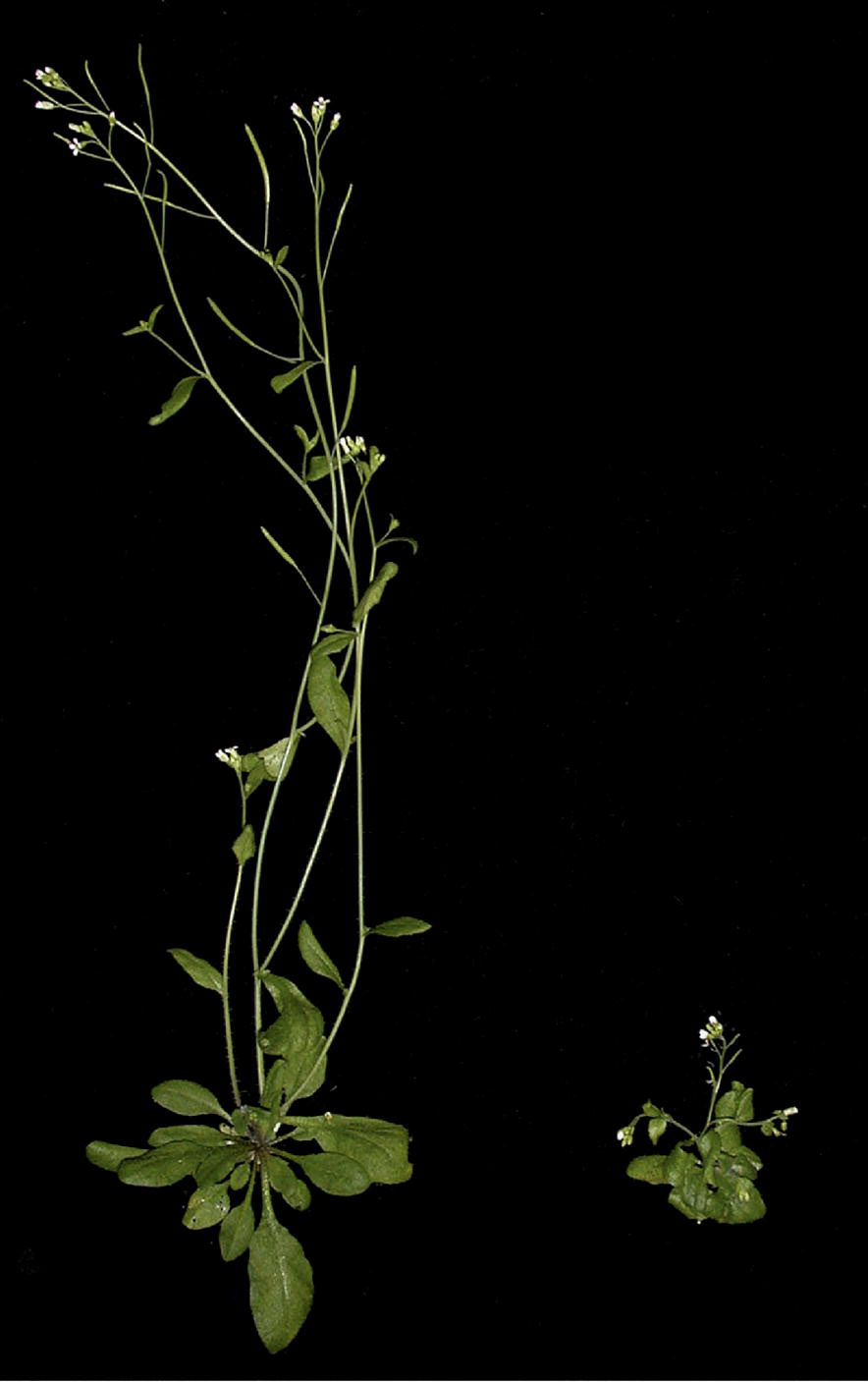
Az auxin nevű növényi hormon a növekedési folyamatok fontos belső tényezője

A növényélettan (phytophysiologia, fitofiziológia) növények szervezetének működésével foglalkozó növénytani (botanica, botanika) tudományág. Mivel a növény életműködése szorosan összefügg a szervezeti felépítésével, és annak ismerete nélkül megértése lehetetlen, a növényszervezettan (phytoanathomia, phytomorphologia, fitoanatómia, fitomorfológia) és a növényélettan szorosan összefügg egymással, a két tudományt együtt általános növénytannak szokás nevezni.
A növényélettan tulajdonképpen két nagy területre oszlik – bár ez nem egységes az egyes fiziológiai munkákban:
- Anyagcsereélettan: ennek kutatási területe a növények anyagcserefolyamatainak vizsgálata. Alapvetően foglalkozik a fotoszintézis biokémiájával, a növények táplálkozásával, heterotróf folyamataival, anyagszállításával (a víz- és asszimilátumtranszport biofizikája és kémiája), a növények légzésével, párologtatásával, a raktározási folyamatokkal és a kiválasztás különféle módjaival.
- Növekedés- és fejlődésélettan: a növények növekedésével és fejlődésével foglalkozó tudományterület. Határt von a növekedés és fejlődés fogalma között, meghatározza a differenciáció fogalmát. A növekedés lefolyását, biokémiáját és biofizikáját tanulmányozza. Foglalkozik a növekedés és fejlődés külső (környezetei) és belső tényezőivel (növényi hormontan). Kitér az öregedés és nyugalom élettanára, a szaporodásélettanra, az ontogenetikára (ontogenetica, egyedfejlődéstan), a csírázás bonyolult fiziológiájára és a speciális növényi növekedésre, a növényi mozgásokra, azaz az ingerélettanra.